# 사익재 사랑채
사익재 사랑채는 대한민국 경상북도 의성군 단촌면 후평리 158-3에 있다. 2013년 5월 28일 의성군의 문화유산 제9호로 지정되었다.

## 개요
본 가옥은 조선후기에 건립한 상류주택으로 일제강점기때인 1932년 김동주가 매입했고. 1995년 화재로 안채가 소실되는 등 큰 피해를 입었다. 현재 공가(空家)이며, 화재의 여파가 여러 건물에 미쳐 퇴락이 심하다.